# Aidone
Aidone (em galo-itálico da Sicília Dadungh; em siciliano Daduni) é uma comuna italiana da região da Sicília, província de Enna, com cerca de 6.057 habitantes. Estende-se por uma área de 209,58 km², tendo uma densidade populacional de 29 hab/km². Faz fronteira com Enna, Mineo (CT), Piazza Armerina, Raddusa (CT), Ramacca (CT).

## Demografia
| Variação demográfica do município entre 1861 e 2011                               |
|                                                                                   |
| Fonte: Istituto Nazionale di Statistica (ISTAT) - Elaboração gráfica da Wikipedia |